# Flums
Flums (toponimo tedesco) è un comune svizzero di 5 347 abitanti del Canton San Gallo, nel distretto di Sarganserland.

## Geografia fisica

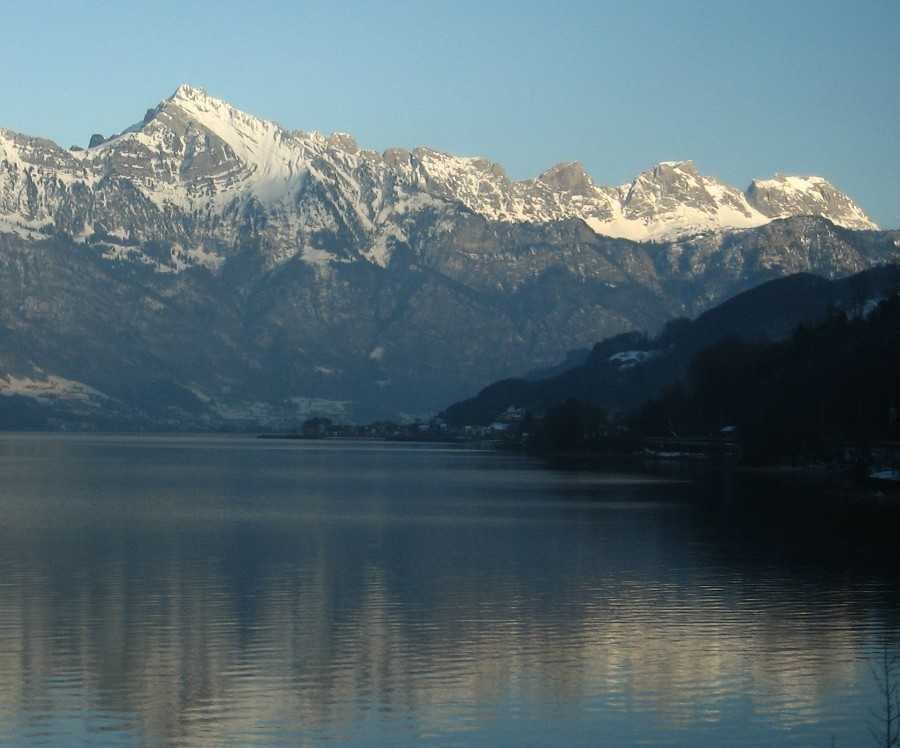
Il gruppo dell'Alvier

Il territorio di Flums, terzo del cantone per superficie, comprende la valle della Schils fino al confine con Glarona, i pendii dei Flumserberge, una parte della pianura attraversata dalla Seez e il versante occidentale della catena montuosa dell'Alvier.

## Storia
Il comune politico di Flums è stato istituito nel 1803.

## Monumenti e luoghi d'interesse
- Chiesa parrocchiale cattolica di San Lorenzo, eretta nel 1861-1863[3];
- Chiesa cattolica di San Giusto (ex parrocchiale), eretta nell'VIII-IX secolo e ricostruita in epoca medievale[3];
- Cappella di San Giacomo, eretta in epoca medievale in stile romanico; ospitava la più antica vetrata romanica svizzera (Madonna col bambino, 1180), dal 1898 conservata presso il Museo nazionale svizzero[3];
- Rovine della fortezza di Gräpplang, attestata dal 1249[3].

## Società

### Evoluzione demografica
L'evoluzione demografica è riportata nella seguente tabella:
Abitanti censiti

## Economia

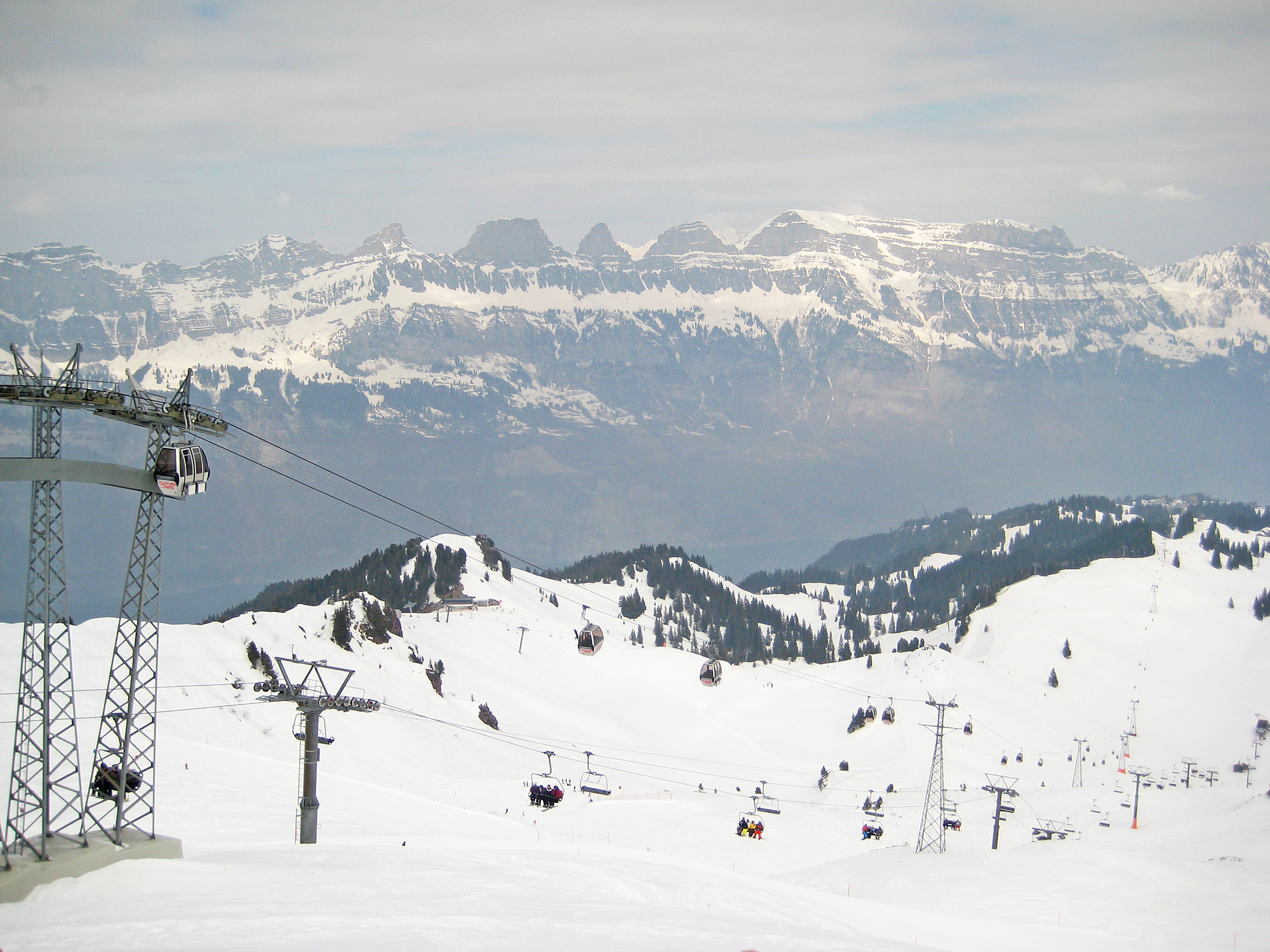
Piste e impianti sciistici a Flumserberg

L'economia locale è diversificata: accanto all'agricoltura, all'industria e all'artigianato riveste particolare rilievo il turismo escursionistico e sciistico sui Flumserberge (stazione sciistica di Flumserberg).

## Infrastrutture e trasporti

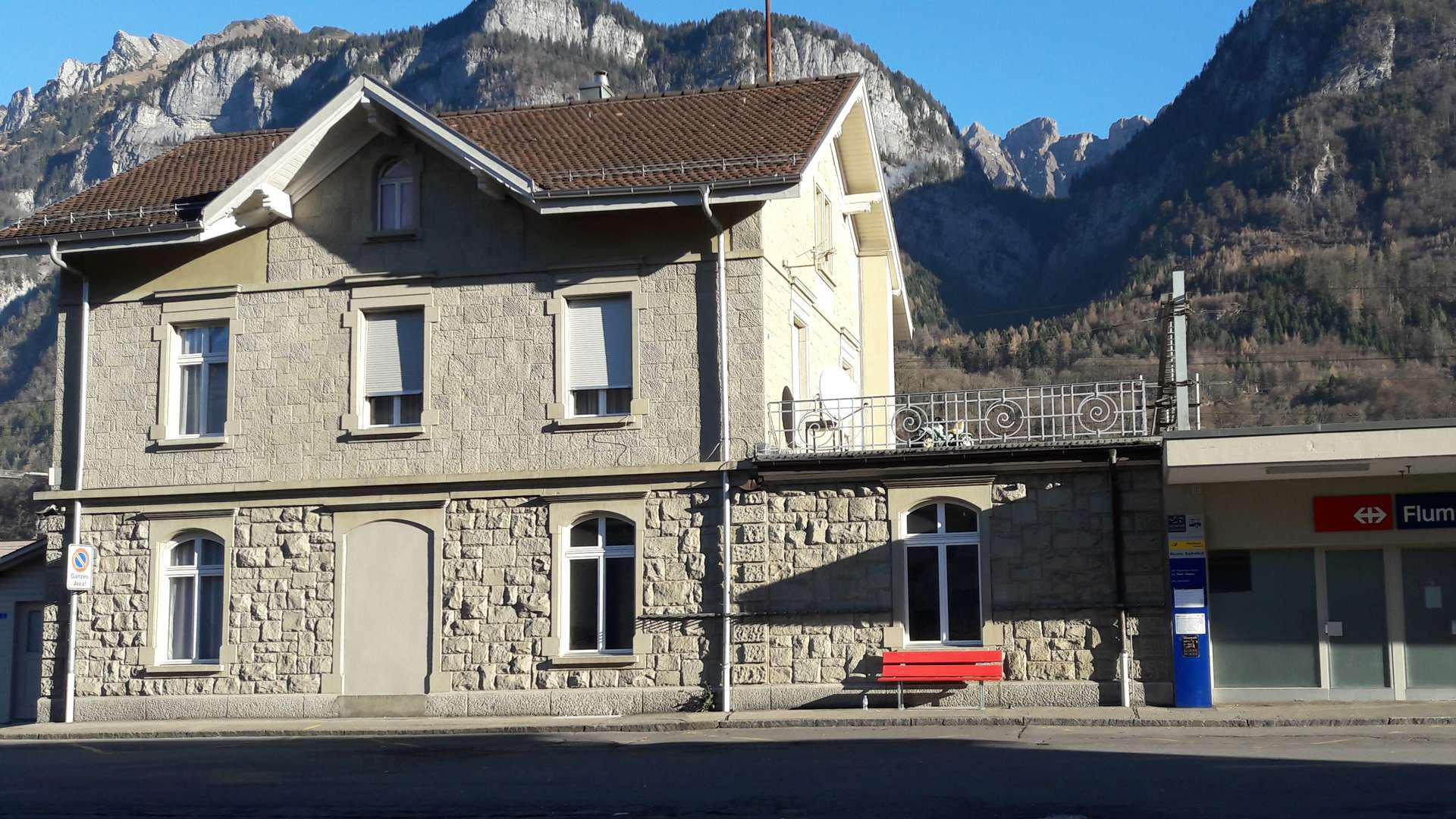
La stazione di Flums

Flums è servito dall'omonima uscita sull'autostrada A3, dalle strade principali 3 e 453 e dall'omonima stazione sulla ferrovia Ziegelbrücke-Sargans (linea S4 della rete celere di San Gallo).